# Caloptilia scaeodesma
Caloptilia scaeodesma là một loài bướm đêm thuộc họ Gracillariidae. Nó được tìm thấy ở Ấn Độ (bao gồm the Andaman Islands) Indonesia (the Anambas Islands), Malaysia (Selangor), Sri Lanka và Vanuatu.
Ấu trùng ăn Rhizophora và Sonneratia species. Chúng ăn lá nơi chúng làm tổ.